# Pterygoneurum kozlovii
Pterygoneurum kozlovii är en bladmossart som beskrevs av Lazarenko 1946. Pterygoneurum kozlovii ingår i släktet Pterygoneurum och familjen Pottiaceae. Inga underarter finns listade i Catalogue of Life.